# Ferdynand I Rumuński
Ferdynand I (ur. 24 sierpnia 1865 w Sigmaringen, zm. 20 lipca 1927 w Sinai) – król Rumunii w okresie od 10 października 1914 do 20 lipca 1927, następca Karola I. Jego sukcesorem był wnuk – Michał I. Mareșal.

## Życiorys

### Młodość
Był synem księcia Leopolda, brata króla Karola I, oraz księżniczki portugalskiej, Antonii. Delikatny i łagodny Ferdynand został poddany bardzo surowemu wychowaniu. Brak okazywania uczuć wywołał skłonność do jąkania, co jeszcze bardziej pogłębiło jego skrępowanie wśród innych ludzi. 18 marca 1899 został wyznaczony na następcę tronu. Otrzymał tytuł księcia Rumunii i Wysokości Królewskiej. W młodości zaprzyjaźniony był z późniejszym generałem, Tadeuszem Jordan Rozwadowskim.

### I wojna światowa
10 października 1914 został królem Rumunii po śmierci Karola I. Po objęciu tronu prowadził twardą politykę wspierającą Ententę, jednak militarnie trzymał się neutralności, oczekując na czyją szalę przechyli się przewaga. W 1916, po operacji Frontu Południowo-Zachodniego i rozbiciu armii austro-węgierskiej, podjął decyzję o wejściu do wojny po stronie Ententy. Sankcjonował podpisanie 17 sierpnia 1916 politycznej i militarnej Konwencji z państwami Ententy.
28 sierpnia Ferdynand przejął dowodzenie armią i tytuł Naczelnego Dowódcy Sił Zbrojnych Rumunii. Po mobilizacji Siły Zbrojne Rumunii liczyły 564 tys. żołnierzy, w tym 23 dywizje piechoty i 2 dywizje kawalerii. W rzeczywistości w jednostkach bojowych służyło 250 tys., tylko 10 dywizji pierwszego rzutu miało artylerię szybkostrzelną, było po kilka haubic na dywizję, artylerii ciężkiej i nowoczesnego uzbrojenia w armii nie było, oficerowie nie byli wyszkoleni do prowadzenia nowoczesnej wojny. Rumuńska 4 Armia była na styku z rosyjską 9 Armią (dowódca gen. Platon Aleksiejewicz Leczicki w składzie Frontu Południowo-Zachodniego). 1 i 2 Armia rumuńska zajmowały front od Oituzu do Orșowy. 3 Armia od Orșowy wzdłuż Dunaju. Ogólny plan działania armii rumuńskiej przewidywał przeprowadzenie głównego uderzenia armiami skoncentrowanymi na granicy z Siedmiogrodem, w kierunku ogólnym na Budapeszt. W czasie natarcia w sierpniu Armia Rumuńska poniosła szereg klęsk, ale była ratowana przez podchodzące wojska rosyjskie. 28 października armia niemiecka uderzyła na wojska rumuńskie, rozgromiła 1 i 2 Armię rumuńską i wyszła pod Bukareszt. W tej sytuacji Ferdynand I przekazał Front Mołdawski 9 Armii rosyjskiej gen. Leczickiego, a Dobrudżę armii gen. W.W. Sacharowa. Do obrony Bukaresztu ześrodkowano ok. 120 tys. żołnierzy. W czasie obrony Bukaresztu w dniach 14–18 listopada wojska rumuńskie zostały rozgromione. 20 listopada Bukareszt został zdobyty, a wojska rumuńskie w panice rozpoczęły wycofywanie. Straty rumuńskie wyniosły 73 tys. zabitych i rannych, 147 tysięcy dostało się do niewoli, Rumuni stracili także 359 armat i 346 karabinów maszynowych.
12 grudnia 1916, po utworzeniu nowego (głównie z armii rosyjskich) Frontu Rumuńskiego, Ferdynand I został jego naczelnym dowódcą, faktycznie dowodził pomocnik naczelnego dowódcy, gen. Dymitr Szczerbaczew. W składzie Frontu były dwie armie rumuńskie 1 (dowódca gen. Cristescu) i 2 (dowódca gen. Alexandru Averescu), które zostały doprowadzone do stanu bojowego przez specjalistów francuskich. Ferdynand I zatwierdził plan natarcia Frontu na Wołoszczyznę. Już po rozpoczęciu natarcia premier nowego rządu rosyjskiego, Aleksander Kiereński zerwał natarcie Frontu Rumuńskiego w dniu 25 lipca 1917 i rozkazał jego prowadzenie tylko siłami armii gen. Averescu. W związku z rozpadem armii rosyjskiej i przerwaniem pomocy ze strony tego kraju rząd Alexandru Marghilomana podpisał 7 maja 1918 traktat pokojowy z państwami centralnymi. W traktacie tym Rumunia utraciła całą Dobrudżę, oddała Austro-Węgrom pas terytorium przy granicy siedmiogrodzkiej (5,6 tys. km²), zobowiązała się na 90 lat powierzyć eksploatację złóż ropy Niemcom. W czerwcu parlament rumuński zatwierdził warunki pokoju, lecz Ferdynand I wstrzymywał się z jego ratyfikacją, czekając na rozwój wydarzeń. Kiedy klęska Niemiec była wiadoma, rząd gen. Constanina Coandy 9 listopada 1918 denonsował pokój bukareszteński i zażądał wycofania wojsk niemieckich z terytorium Rumunii w ciągu 24 godzin albo ich kapitulacji. Tym samym Rumunia weszła w skład państw zwycięskich w I wojnie światowej.
W rezultacie I wojny światowej w skład Rumunii wszedł Siedmiogród (obszar Rumunii zwiększył się o 131,3 tys. km², a ludność o 7,9 mln). Straty Rumunii w wojnie wyniosły ok. 250 tys. zabitych i zmarłych od ran. Straty wojenne wyniosły ok. 17,7 mld złotych lei (przy majątku ocenianym w 1914 na 36 mld złotych lei). Po wojnie Ferdynand I pozostał na tronie, jednak realna władza pozostawała w rękach premiera.

### Oficjalna wizyta w Polsce
Po podpisaniu sojuszu z Polska 3 marca 1921, odznaczony został w Bukareszcie Orderem Orła Białego, a 15 września 1922 Józef Piłsudski nadał mu w Sinaia Krzyż Srebrny Orderu Wojskowego Virtuti Militari (nr 0006). 21 czerwca 1923 prezydent RP Stanisław Wojciechowski, na wniosek Ministra Spraw Wojskowych generała broni Stanisława Szeptyckiego i na mocy uchwały Kapituły z 20 czerwca 1923, nadał Ferdynandowi I – Krzyż Wielki Orderu Wojskowego Virtuti Militari (Nr 3). Oficjalnym adiutantem rumuńskiej pary królewskiej podczas wizyty w Polsce był Generalny inspektor kawalerii gen. Tadeusz Jordan Rozwadowski.
W sobotę 23 czerwca 1923 o godz. 16.20 pociąg wiozący rumuńską parę królewską wjechał na stację kolejową Śniatyń, dając początek sześciodniowej oficjalnej wizycie w Polsce. W niedzielę 24 czerwca 1923 o godz. 10.30 na Dworcu Wiedeńskim w Warszawie nastąpiło oficjalne przywitanie pary królewskiej przez prezydenta RP Stanisława Wojciechowskiego z małżonką. Po przywitaniu nastąpił przejazd ulicami Warszawy do Łazienek, gdzie para królewska wzięła udział w mszy św. odprawionej przez księdza prałata Michała Tokarzewskiego. O godz. 13.30 w Belwederze para królewska wzięła udział w śniadaniu wydanym na jej cześć przez prezydenta RP. O godz. 18.00 w pałacu Łazienkowskim u Królestwa rumuńskiego odbył się „cercle dyplomatyczny”. Od godz. 20.00 w Zamku prezydent RP podejmował obiadem parę królewską. Po obiedzie miał miejsce raut, a po nim koncert uroczysty Opery Warszawskiej pod dyrekcją Emila Młynarskiego. W poniedziałek 25 czerwca 1923 o godz. 9.30 w sali recepcyjnej Belwederu odbyła się ceremonia wręczenia Królowi Ferdynandowi I odznak Orderu Virtuti Militari. O godz. 10.15 para królewska wzięła udział w wielkiej rewii na polu mokotowskim. „Wzorowy porządek utrzymywała żandarmeria wojskowa pod dowództwem ppłk. [Mieczysława] Piątkowskiego oraz Policja z inspektorami Ludwikowskim i Charlemagne na czele”. O godz. 13.30 para królewska wzięła udział w przyjęciu w Radzie Miejskiej, a od godz. 17.00 uczestniczyła w „garden party” w Wilanowie. O godz. 20.00 w Poselstwie rumuńskim został wydany obiad na cześć pary królewskiej, a po nim raut. We wtorek 26 czerwca 1923 para królewska uczestniczyła w „wielkich ćwiczeniach wojskowych na poligonie rembertowskim”. Ćwiczeniami dowodził generał broni Tadeusz Rozwadowski. „Podkreślić należy, że na całym terenie ćwiczeń nie było żadnej policji, a służbę bezpieczeństwa pełniła tylko żandarmeria wojskowa, której energicznej postawie zawdzięczać należy wzorowy porządek, utrzymany przez nią wśród tłumów publiczności”. Następnie para królewska wzięła udział w „gonitwie Swego Imienia” na polu mokotowskim. O godz. 21.00 para królewska z prezydentostwem Wojciechowskimi wzięła udział w przedstawieniu galowym w Teatrze Wielkim. O godz. 23.00 para królewska zwiedziła Łazienki Królewskie. W środę 27 czerwca 1923 Rumuńska para królewska zwiedzała Kraków i kopalnię soli Wieliczka. W piątek 29 czerwca 1923 o godz. 3.30 pociąg wiozący parę królewską przekroczył granicę na moście nad Prutem. Przed odjazdem, na stacji kolejowej w Śniatyniu król odznaczył Orderem Korony Rumunii: dowódcę Okręgu Korpusu Nr VI, generała dywizji Władysława Jędrzejewskiego (Wielką Wstęgą), dowódcę 6 Dywizjonu Żandarmerii, pułkownika żandarmerii Brunona Baduszka (Krzyżem Komandorskim), nadkomisarza PP Litowskiego (Krzyż Oficerskim) i rotmistrza Tarczyńskiego (Krzyżem Kawalerskim).
Mołdawski rzeźbiarz Wiaczesław Żyglicki instalował rzeźby (popiersia) króla w różnych miastach Mołdawii (Bielce, Curătura, Rezina, Verejeni, Orgiejowe, Nisporeni, Varnița) w latach 2015–2023.

## Życie prywatne
Zakochał się w Helenie Vacarescu, damie do towarzystwa królowej Elżbiety. Król Karol I potępił ten związek, postanowił jak najszybciej znaleźć żonę dla młodego Ferdynanda. Jego wybór padł na piękną Marię Koburg, wnuczkę cara rosyjskiego Aleksandra II. Uroczysta koronacja Ferdynanda i Marii odbyła się 15 października 1922.
Maria i Ferdynand doczekali się szóstki dzieci:
1. Karola II – przyszłego króla
2. Elżbiety – królowej Grecji
3. Marii – królowej Jugosławii
4. Mikołaja – księcia i regenta Rumunii
5. Mircei – prawdopodobnie syna królowej Marii i księcia Barbu Știrbey
6. Ileany – arcyksiężniczki Austrii, księżniczkę Toskanii